# Uggla (Nalle Puh)
För andra betydelser, se Uggla (olika betydelser).
Uggla är en figur i böckerna om Nalle Puh av A.A. Milne. Uggla anser sig själv vara synnerligen lärd och klok, och tröttar ofta ut omgivningen med långa redogörelser och svåra ord. Han kan skriva och läsa - åtminstone tror han att han kan det. Han kan stava sitt eget namn, Gugla, och han kan även stava ord som tisdag - även om han inte alltid stavar det rätt. Men han vet med sig att det går på tok när han ska skriva besvärliga ord som "mässling" och "rostat bröd". Han kan läsa, men bara om ingen tittar honom över axeln. Uggla bor till en början i Kastanjevillan, men efter att trädet blåst omkull flyttar han in i Guglebo, vilket så småningom visar sig vara Nasses hus.
I de svenska dubbningarna har hans röst gjorts av Börje Mellvig, Åke Lagergren, Carl Billquist, Roger Storm, Gunnar Uddén och Per Svensson.